# Love Alone
«Love Alone» (en español: Amor solitario) es una canción del grupo surcoreano-chino Miss A, lanzado en mayo de 2011. La canción fue lanzada en formato de descarga digital y como Sencillo en CD, ya que no perteneció a un disco en especial hasta en julio de 2011 que se incluyó en el tercer álbum de Miss A, A Class. Al igual que Breathe, el sencillo ha logrado traspasar las fronteras desde Corea a El Salvador la última semana de junio de 2011, y ya es número 8.
En el Cd que se encuentra Love Alone se encuentra las 2 versiones de Love Alone.

## Recibimiento
Probablemente no sea más exitoso que Breathe o Bad Girl Good Girl, pero logró ingresar a las listas coreanas desde su lanzamiento, quedando 4 como máxima posición en los charts más importantes de Corea. También se está a la espera si esta sencillo tenga la misma suerte que Breathe en El Salvador, aunque aún no se sabe.
También recibió muy buenas críticas de parte de los críticos y el público de Miss A en Corea y en El Salvador.

## Videoclip
El video es una presentación en vivo que ya casi llega al millón de visitas en Youtube.

## Lista de canciones
1. «Love Alone»
2. «Love Alone» (Instrumental)